# 21873 Jindrichuvhradec
Jindrichuvhradec (asteróide 21873) é um asteróide da cintura principal, a 2,4936141 UA. Possui uma excentricidade de 0,2084326 e um período orbital de 2 042,25 dias (5,59 anos).
Jindrichuvhradec tem uma velocidade orbital média de 16,78116333 km/s e uma inclinação de 4,46116º.
Este asteróide foi descoberto em 29 de Outubro de 1999 por Jana Tichá, Miloš Tichý.